# 大安區域
大安區域（：／ Taean-guyŏk */?）是朝鮮民主主義人民共和國南浦特別市的一個郡，東北隔大同江與首都平壤相望，東南則隔江與黃海北道松林市相望。2008年人口77,219人。下分8洞、3里。

## 歷史
原屬江西郡，1952年被編入龍岡郡，1959年設勞動者區，1978年與江西郡合併設大安市，1979年併入南浦直轄市。2004年直轄市被撤，改隸平安南道。2010年再次被劃入南浦特別市。